# 赛玛·瓦吉德
赛玛·瓦吉德（英語：Saima Wazed，1972年12月9日—），是孟加拉国自闭症活动家、她也是孟加拉国总理谢赫·哈西娜的女儿。赛玛·瓦吉德是世界卫生组织25名成员的心理健康问题专家咨询小组成员。賽瑪的兄長是薩吉布. 瓦吉德 （ Sajeeb Wazed)

## 生平
她是谢赫·哈西娜与核能专家瓦泽德·米亚的女儿。她毕业于贝瑞大学，拥有心理医师的执照。她于2011年在孟加拉国达卡组织了第一次南亚自闭症会议，她是自闭症和神经发育障碍国家咨询委员会主席。她在通过该决议的世界卫生大会上发起了“通过全面协调努力，管理自闭症谱系障碍”的决议，该决议获得了通过了。她是世界卫生组织由25名成员组成的心理健康问题专家咨询小组成员。